# Darron Gibson
Darron Thomas Daniel Gibson (* 25. října 1987 Londonderry) je bývalý irský profesionální fotbalista, který hrával na pozici středního záložníka. Svoji hráčskou kariéru ukončil v létě 2021 v anglickém Salfordu City. Mezi lety 2007 a 2016 odehrál také 27 utkání v dresu irské reprezentace, ve kterých vstřelil jednu branku.

## Reprezentační kariéra
Gibson nastupoval v irských mládežnických reprezentacích U17, U19 a U21.
V A-týmu Irska debutoval 22. 8. 2007 v přátelském zápase proti reprezentaci Dánska (výhra 4:0). Zúčastnil se EURA 2012 v Polsku a na Ukrajině.